# Сухум (станция)
Суху́м (абх. Аҟәа) — железнодорожная станция Абхазской железной дороги, расположенная в городе Сухуме.
На станции находится здание железнодорожного вокзала (ныне разрушенное). По соседству работает восстановленный кассовый павильон, где можно приобрести не только билеты на поезд, но и на самолёт. На противоположной стороне вокзала размещена автостанция.
По данным на 2022 год, в среднем за год вокзал принимает до 300 тысяч пассажиров.
В черте станции также расположено локомотивное депо ТЧ-1 Сухум Абхазской железной дороги, до 1991 года ТЧ-1 Закавказской железной дороги.

## История

### Станция при СССР и под контролем Грузии

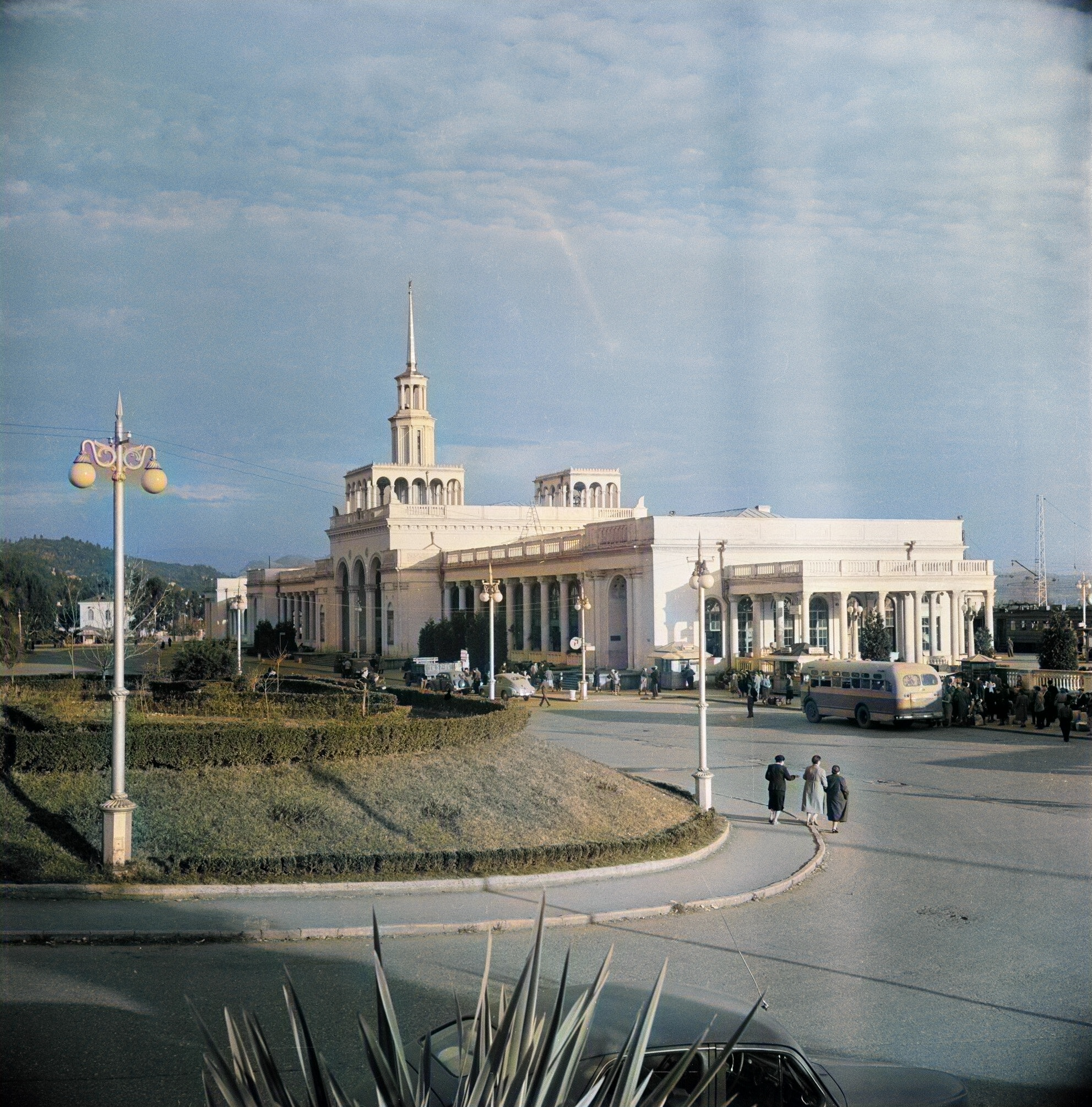
Здание вокзала в 1950-е годы

Железная дорога пришла в Абхазию в начале 1930-х годов. В 1940 году был открыт участок от станции Ингури до Сухуми с веткой на Ткуарчал, а в 1942 году, после завершения укладки пути на участке Сухуми — Адлер, началось сквозное рабочее движение на всём протяжении Черноморской железнодорожной линии. В постоянную эксплуатацию она была принята лишь в 1949 году и вошла в состав Закавказской железной дороги.
Вместе с открытием станции в 1930-х годах существовало деревянное здание вокзала, который работал до 1951 года.
Современное здание вокзала было открыто 1 декабря 1951 года. Его спроектировали архитекторы Леван и Лола Мушкудиани. Фасад здания облицован мрамором и гранитом, а окна и кассы изготавливались из каштана. Пол ресторана был покрыт паркетом. Стоимость отделочных работ в 1951 году дошла до 24 % от общих затрат на строительство, а кубометр здания обходился казне в 315 рублей. Помещение вокзала было рассчитано на то, что в нём может находиться одновременно от пятисот до тысячи человек.
В начале 1992 года через станцию курсировали поезда:
- № 13/14 Москва — Тбилиси,
- № 35/36 Москва — Цхалтубо,
- № 47/48 Москва — Батуми,
- № 51/52 Москва — Сухуми,
- № 55/56 Москва — Ереван,
- № 121/122 Москва — Сухуми,
- № 183/184 Ростов-на-Дону — Ереван,
- № 207/208 Киев — Тбилиси,
- № 265/266 Москва — Ереван,
- № 267/268 Москва — Тбилиси,
- № 545/546 Санкт-Петербург — Сухуми,
- № 587/588 Сочи — Ереван,
- пять пар пригородных поездов до Сочи,
- две пары пригородных поездов до Ткуарчала.

### Станция в послевоенный период
В результате грузино-абхазской войны 1992—1993 годов движение по станции Сухум было полностью прекращено. Железнодорожный вокзал был разрушен, а здание использовалось как склад боеприпасов.
После прекращения боевых действий станция обслуживала только две пары пригородных поездов:
- Сухум — Псоу (российско-абхазская граница),
- Сухум — Очамчыра.

5 декабря 2002-го по мосту через реку Псоу прошёл электропоезд Сухум — Сочи.
В 2004 году на участке Абхазской железной дороги от Псоу до Сухума начались полномасштабные восстановительные работы, производившиеся силами российских строительных организаций. На период производства ремонтных работ движение электропоездов было прекращено.
Полноценное движение восстановилось в 2004 году. 10 сентября по Абхазской железной дороге прошёл первый поезд дальнего следования, состоявший из нескольких вагонов беспересадочного сообщения Сухум — Москва, от станции Весёлое до Москвы эти вагоны шли в составе скорого поезда № 75/76. Одновременно с этим возобновилось движение электропоезда Сочи — Сухум. 
В 2006 году прекращено движение электропоездов по маршруту Адлер — Сухум. Сохранилось только движение электропоезда Сухум — Гудаута, под тепловозной тягой, а так же продолжалось движение прицепных вагонов Сухум — Москва (на участке Сухум — Адлер были в ходу как отдельный поезд дальнего следования).
В начале марта 2008 года было прекращено движение и пригородного поезда Сухум — Гудаута. С этого момента единственным видом транспорта внутри Абхазии стали автобусы.
С лета 2014 года к поезду № 305/306 сообщением Москва — Сухум добавилось несколько новых летних пассажирских поездов.
Весной 2016 года на сухумском вокзале отремонтирована кровля.
Новый этап ремонтно-восстановительных работ наступил в 2023 году. К концу лета уложено порядка 900 квадратных метров новой брусчатки, нефункционирующие здания очищены изнутри и снаружи, восстановлена вывеска с названием вокзала и отремонтирован шпиль. Отреставрированы балясины на фасадной части здания, установлены девять витражных дверей, благоустроена парковая зона, остеклена верхняя часть центральных порталов. На противоположной стороне привокзальной площади на руинированную часть здания нефункционирующего дома культуры железнодорожников установили фальшфасад в виде баннерного полотна, имитирующего окна.
Планируется капитальный ремонт крыши и установка окон во всех проёмах.
По состоянию на 2016 год движение на юг, в сторону станции Кяласур и Очамчыра минимально. Пассажирского движения нет, электрификация снята. Осуществляется грузовое движение в порт Очамчира.
1 мая 2025 года по станции возобновилось движение электричек. Электропоезд ЭП2ДМ курсирует ежедневно 2 раза в день по маршруту Сухум - Имеретинский Курорт (Сириус). Электропоезду присвоено коммерческое название «Диоскурия». Поезд имеет номер №925/926 и 929/930, билеты на него продаются с указанием мест (так как формально это поезд дальнего следования).  Стоимость проезда по всему маршруту 356 рублей, время в пути 3 часа 35 минут. На территории Абхазии электропоезд делает 9 остановок.

## Дальнее сообщение по станции
| № поезда | Маршрут движения            | № поезда | Маршрут движения            |
| -------- | --------------------------- | -------- | --------------------------- |
| 303      | Москва — Сухум              | 304      | Сухум — Москва              |
| 479*     | Санкт-Петербург — Сухум     | 480*     | Сухум — Санкт-Петербург     |
| 925      | Имеретинский Курорт — Сухум | 926      | Сухум — Имеретинский Курорт |
| 929      | Имеретинский Курорт — Сухум | 930      | Сухум — Имеретинский Курорт |

Звёздочкой отмечены поезда, курсирующие только в летний период.

## Фото

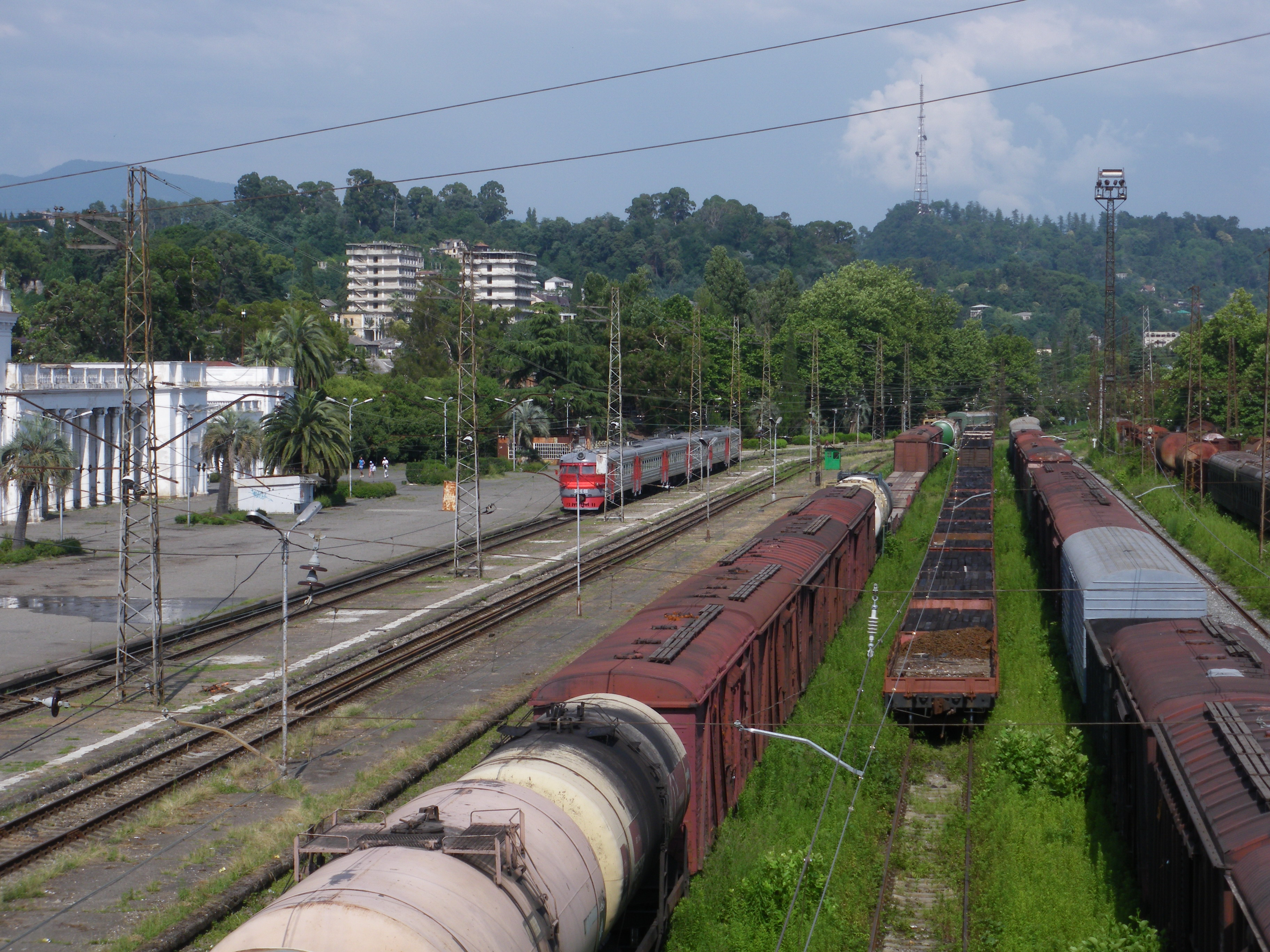
Железнодорожные пути станции
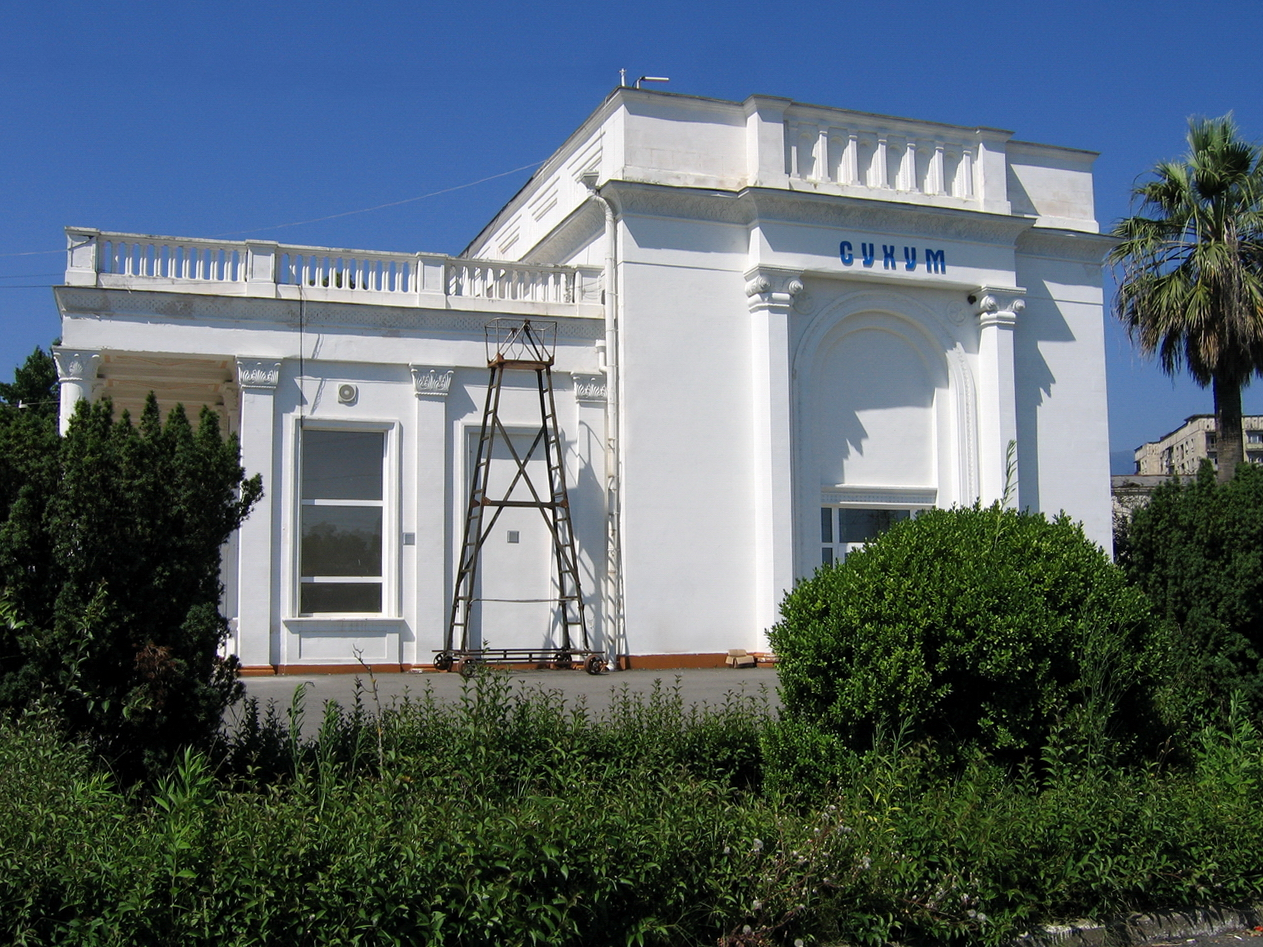
Станционное здание
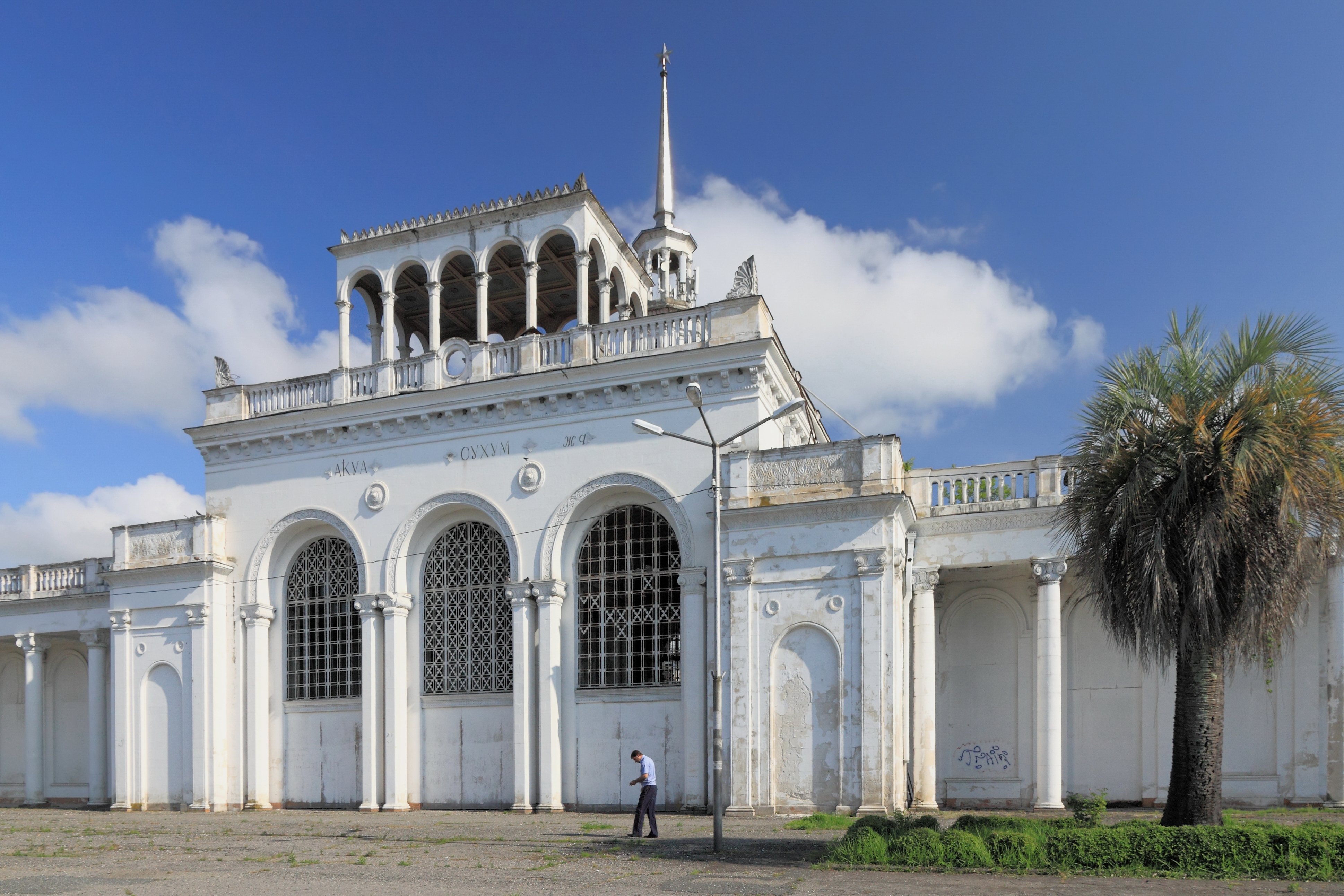
Вокзал железнодорожной станции
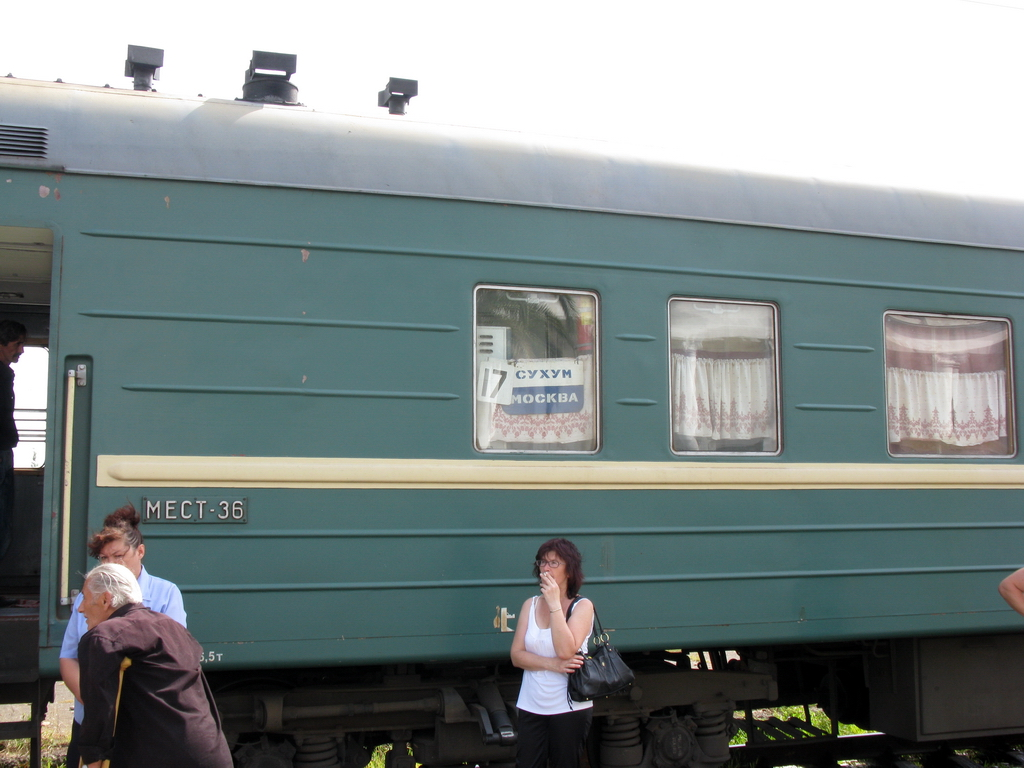
Вагон поезда Москва — Сухум

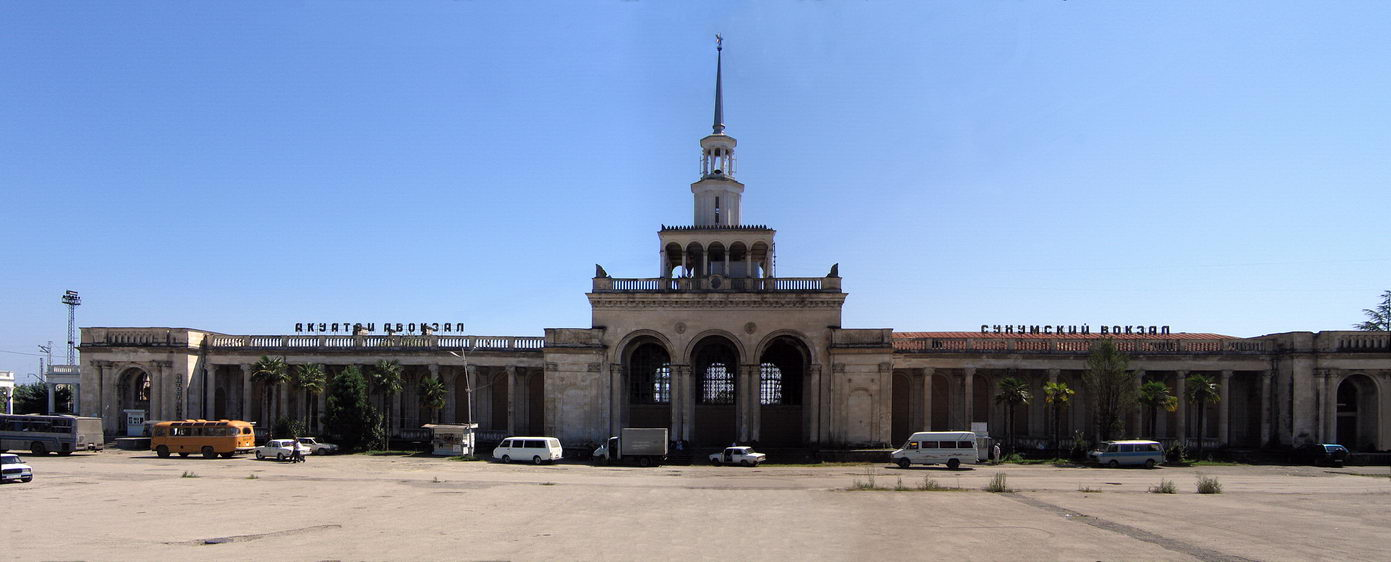
Вокзал железнодорожной станции Сухум